# Bopælspligt
Et hus beregnet til helårsbolig kan behæftes med bopælspligt. Pligten betyder at ejeren af boligen er forpligtet til at påse at boligen er konstant beboet – enten ved selv at bo der eller gennem udlejning. 
I Danmark fremgår bopælspligten af § 5 i lov om boligforhold.
På landbrugsejendomme i Danmark er der bopælspligt. 
En køber af en landbrugsejendom skal opfylde bopælspligten i mindst 10 år, enten ved at køberen selv bor der eller ved at en anden person har fast bopæl på ejendommen.
Ophævelse af bopælspligten på en landbrugsejendom kræver zoneændring.[kilde mangler] Endvidere findes begrebet i forbindelse med visse tjenesteboliger.
Af andre lande i Europa, er det kun i Norge at der findes tilsvarende lovgivning. Her er der foruden tjenesteboliger kun lovgivet for landbrugsejendomme. Dér er bopælspligten omdiskuteret, bl.a. påstås det, at den er i strid med menneskerettighederne, og at den ikke virker efter hensigten.
I mange udkantsområder fører bopælspligten til, at huse står tomme og forfalder, hvorfor mange kommuner gerne vil ophæve bopælspligten.
At eje en ejendom uden bopælspligt kan være fordelagtig for udlandsdanskere. 
De kan da undgå at blive skattepligtig, hvis de holder sig inden for visse regler om længde af deres ophold i Danmark.
I 2002 var Finansminister Thor Pedersen genstand for en sag om bopælspligt i forbindelse med sin landejendom Graudebjerggaard i Nakke ved Rørvig.
Boligsagen førte til at regeringen i 2003 ønskede at ændre loven om bopælspligt for folketingsmedlemmer, men ikke for andre borgere, der havde arbejde i to byer langt fra hinanden. Statsminister Helle Thorning-Schmidt ignorerede i flere år reglerne om bopælspligt for sin lejlighed i København, mens hun faktisk boede i Belgien. 